# فليان
فَليان أو هيين (بالإسبانية: Hellín) هي بلدية تقع في مقاطعة البسيط التابعة لمنطقة قشتالة والمنشف وسط إسبانيا.

## الديمغرافيا
بلغ عدد سكان بلدية إيين 31.199 نسمة عام 2011 (وفقاً للمعهد الوطني الإسباني للإحصاء).
| 26.021 | 26.205 | 28.123 | 29.847 | 30.366 | 30.976 | 31.199 |

## توأمة
لإيين اتفاقيات توأمة مع:
- بايساندو

## أعلام
- مانويل كاستليس
- سانتياغو كانيت
- رافا بلاس